# CT Cinetrade
Die CT Cinetrade AG ist ein schweizerisches Medienunternehmen, welches vorwiegend im Unterhaltungssektor angesiedelt ist. 100 Prozent des Aktienkapitals hält der Telekommunikationskonzern Swisscom.

## Unternehmensteile

### Bezahlfernsehen
Die Teleclub AG des Schweizer Bezahlfernsehsenders Teleclub ist zu 100 Prozent eine Tochterfirma der CT Cinetrade AG. Sie gehört ihrerseits seit 2005 der Swisscom, seit 2013 zu 75 Prozent, seit 2017 zu 100 Prozent. An der Teleclub Programm AG sind die CT Cinetrade AG, die Palatin Media Film- & Fernseh GmbH und die Arium AG je zu einem Drittel beteiligt. Frühere Aktionäre waren unter anderem die Schweizer Rediffusion oder die Kirch-Gruppe und bis 2012 das Schweizer Medienunternehmen Ringier.

### Kinos
CT Cinetrade ist die Mehrheitsaktionärin der Kitag-Gruppe (ursprünglich Kino-Theater AG), die in Zürich, Bern und Basel, sowie im Grossraum St. Gallen und Luzern insgesamt 27 Kinos betreibt. Damit ist die Kitag die grösste Schweizer Kinobetreiberin. Zur Unternehmensgruppe gehören fünf rechtlich eigenständige Gesellschaften:
- KITAG Kino-Theater Basel AG (100 Prozent)
- KITAG Kino-Theater Bern AG (80 Prozent)
- KITAG Kino-Theater Luzern AG (100 Prozent), seit 2008
- KITAG Kino-Theater St. Gallen AG (100 Prozent), seit 2007
- KITAG Kino-Theater Zürich AG (80 Prozent)

### Filmrechtehandel
Zu 100 Prozent in Besitz der CT Cinetrade ist die Plazavista Entertainment. Diese Firma nimmt unter anderem die Videoauswertung der Filme von Regency Enterprises in der Schweiz vor.